# Lej da Pischa
Der Lej da Pischa ⓘ (rätoromanisch im Idiom Puter lej ‚See‘ und pischa ‚Urin, Harnstrahl, Wasserfall‘) ist ein Bergsee auf Gemeindegebiet von Pontresina im Kanton Graubünden in den schweizerischen Alpen. Er liegt auf 2770 m ü. M.

## Lage und Umgebung

Umgebung des Lej da Pischa auf einem Luftbild von 1934. Der Lej da Pischa in der Bildmitte über den Felsen, links davon Piz Albris, Piz Languard und Fuorcla Pischa, dahinter Fuorcla Prüna, rechts Piz Pischa, Piz Prüna, Piz dal Fain und Fuorcla Tschüffer, vorne rechts Piz Alv. Vor dem See Val Pischa mit Pascul da la Pischa.

Der See besteht aus zwei miteinander verbundenen Seen. Sie liegen in den Livigno-Alpen auf einem kleinen Hochplateau namens S-chüella, eingeschlossen von den Bergen Piz Albris (3165 m), Piz Languard (3263 m), Piz Pischa (3136 m) und Piz dal Fain (2907 m) sowie von den Pässen Fuorcla Pischa (2835 m) im Westen, Fuorcla Prüna (2835 m) im Norden und Fuorcla Tschüffer (2832 m) im Osten.
Das Wasser fliesst gegen Süden und fällt gleich nach dem See steil über Pascul da la Pischa ins Val Pischa hinunter. Anschliessend fliesst das Wasser in die Ova da la Val da Fain, die von La Stretta kommend das Val da Fain entwässert und dann als Ova da Bernina durch die Val Bernina bis nach Samedan, wo es in den Inn fliesst.

## Zugänge

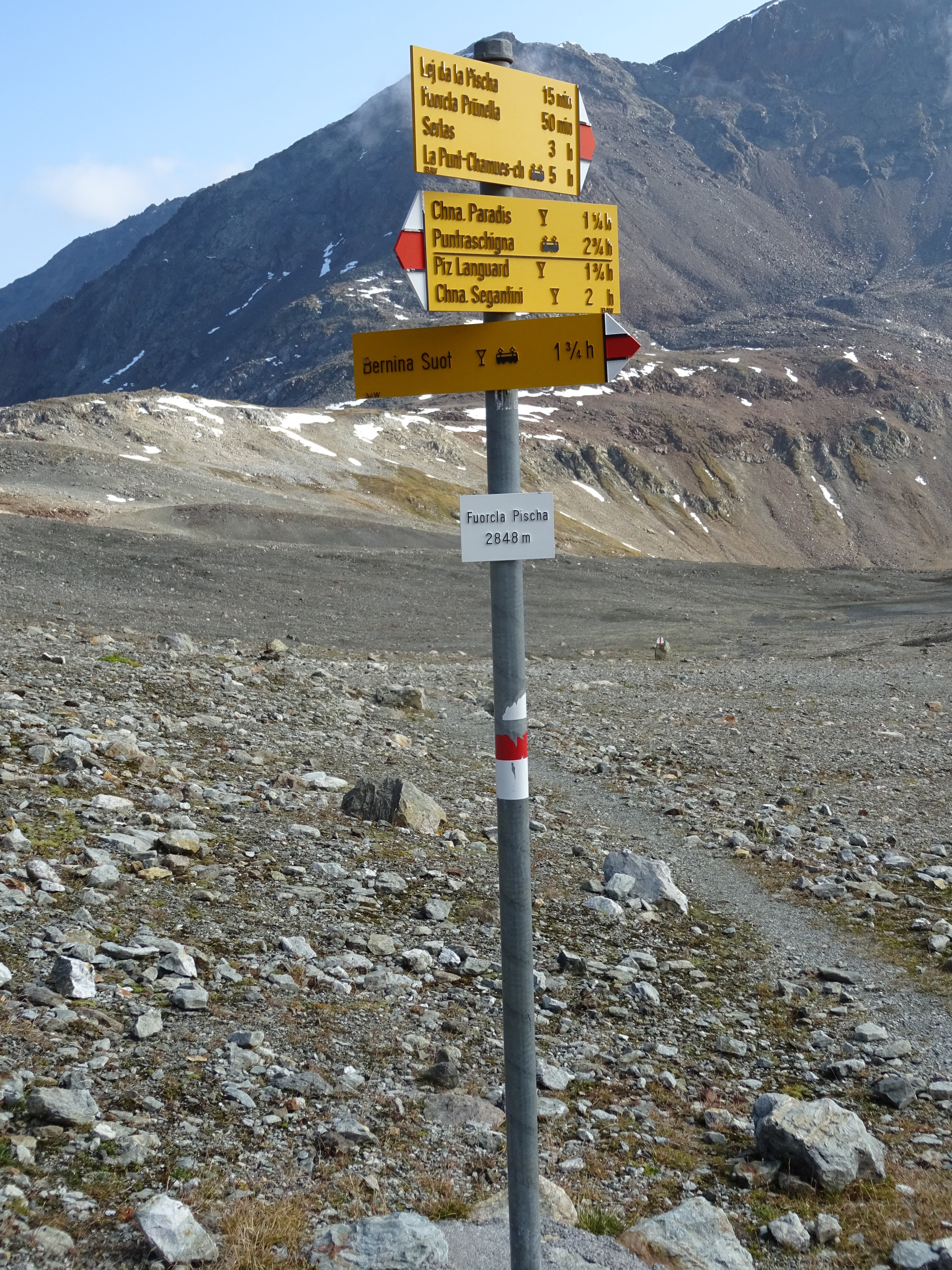
Wegweiser in der Nähe des Lej da Pischa.

### Von Bernina Suot
- Ausgangspunkt: Bernina Suot (2045 m)
- Via: Alp Bernina, Val Pischa
- Schwierigkeit: BG, als Wanderweg weiss-rot-weiss markiert
- Zeitaufwand: 2½ Stunden

### Von Pontresina
- Ausgangspunkt: Pontresina (1805 m) oder Alp Languard (2327 m)
- Via: Plaun da l’Esen, Fuorcla Pischa (2835 m)
- Schwierigkeit: EB, als Wanderweg weiss-rot-weiss markiert
- Zeitaufwand: 4¾ Stunden von Pontresina oder 3¼ Stunden von Alp Languard

### Von Muottas Muragl
- Ausgangspunkt: Muottas Muragl (2454 m)
- Via: Segantinihütte (2732 m), Plaun da l’Esen, Fuorcla Pischa (2835 m)
- Schwierigkeit: EB, als Wanderweg weiss-rot-weiss markiert
- Zeitaufwand: 4¾ Stunden

### Von La Punt Chamues-ch
- Ausgangspunkt: La Punt Chamues-ch (1708 m)
- Via:

1. Val Chamuera, Val Prüna, Fuorcla Prüna (2835 m)
2. Val Chamuera, Alp Prünella, Fuorcla Prünella (2825 m), Lej Tschüffer (2751 m), Fuorcla Tschüffer (2832 m)

- Schwierigkeit:

1. EB
2. BG, als Wanderweg weiss-rot-weiss markiert

- Zeitaufwand:

1. 5¼ Stunden
2. 6¼ Stunden